# Luigi Olivari
Luigi Olivari (* 29. Dezember 1891 in La Spezia; † 13. Oktober 1917 bei Udine) war ein italienischer Jagdflieger des Ersten Weltkriegs. 
Er gehörte u. a. der 91ª Squadriglia (91. Jagdstaffel) Francesco Baraccas an. Von 19 Luftsiegen wurden Olivari zunächst nur acht, später zwölf bestätigt. Er kam im Oktober 1917 bei einem Flugunfall bei Udine ums Leben. Der Militärflugplatz von Ghedi bei Brescia wurde später nach Oberleutnant Luigi Olivari benannt.
| Personendaten    | Personendaten                                   |
| ---------------- | ----------------------------------------------- |
| NAME             | Olivari, Luigi                                  |
| KURZBESCHREIBUNG | italienischer Jagdflieger des Ersten Weltkriegs |
| GEBURTSDATUM     | 29. Dezember 1891                               |
| GEBURTSORT       | La Spezia                                       |
| STERBEDATUM      | 13. Oktober 1917                                |
| STERBEORT        | Udine                                           |